# Saint-Nizier-sous-Charlieu
Saint-Nizier-sous-Charlieu är en kommun i departementet Loire i regionen Auvergne-Rhône-Alpes i centrala Frankrike. Kommunen ligger i kantonen Charlieu som tillhör arrondissementet Roanne. År 2022 hade Saint-Nizier-sous-Charlieu 1 689 invånare.

## Befolkningsutveckling
Antalet invånare i kommunen Saint-Nizier-sous-Charlieu
| Referens: INSEE |